# 顾永江
顾永江（1979年2月10日—），浙江绍兴人，中国平面设计师、书法家。

## 生平
1979年，顾永江出生在浙江省绍兴市越城区鉴湖街道秦望村的一个教师之家，从小热爱书法，6岁开始临摹碑帖，在绍兴鲁迅中学就读期间已担任学校轩辕书画社社长，是校内举办个人书画展的第一人，其书法作品曾被《时事》杂志作为封面题字采用。1997年，入读北京广播学院（现中国传媒大学）广告学系，毕业后先后在麦肯·光明广告、智威汤逊、李奥贝纳广告、奥美等著名广告公司担任文案及创意总监，后在上海成立工作室，为众多品牌、活动和机构设计广告创意和形象标识。其擅长于中国书法融入到设计之中，其中最为著名的作品为中国探月工程标识“月亮之上”以及中国行星探测工程标识“揽星九天”。2022年起，受邀担任2023年、2024年央视春晚主视觉标识的设计师。